# Філіп Угринич
Філіп Угринич (нім. Filip Ugrinic, нар. 5 січня 1999, Люцерн, Швейцарія) — швейцарський футболіст сербського походження, півзахисник клубу «Янг Бойз».

## Ігрова кар'єра

### Клубна
Філіп Угринич народився в місті Люцерн і є вихованцем місцевого клубу «Люцерн», де він починав грати у молодіжному складі з 2006 року. Перед початком сезону 2016/17 Угринич був переведений до першої команди.У жовтні 2016 року відбувся його дебют у матчах швейцарської Суперліги. У грудні 2016 року Угринич підписав з клубом свій перший професійний контракт до 2020 року.
Вже в наступному сезоні футболіст у складі «Люцерна» почав свою міжнародну кар'єру - він брав у часть у матчах кваліфікації Ліги Європи.
Влітку 2019 року контракт футболіста з клубом був продовжений до 2021 року, а сам він відправився в оренду у нідерландський клубу «Еммен». В Ередивізі Угринич провів один сезон, після чого знову повернувся до «Люцерна», з яким у 2021 році виграв національний Кубок Швейцарії.
У травні 2022 року Філіп Угринич підписав чотирирічний контракт з клубом Суперліги «Янг Бойз». Першу офіційну гру в новій команді футболіст провів у липні 2022 року у турнірі Суперліги.

### Збірна
Філіп Угринич виступав за юнацькі збірні Швейцарії. У 2019 році був заграний у складі молодіжної збірної Швейцарії.

## Титули
- Чемпіон Швейцарії (1):

«Янг Бойз»: 2022-23
- Володар Кубка Швейцарії (2):

«Люцерн»: 2020-21
«Янг Бойз»: 2022-23